# 娜丁·恩斯廷-克林克
娜丁·恩斯廷-克林克（德語：Nadine Ernsting-Krienke，1974年2月5日—），德国女子曲棍球运动员。她曾代表德国参加1992年、1996年、2000年和2004年夏季奥林匹克运动会曲棍球比赛，获得一枚金牌和一枚银牌。